# Мужбер
Мужбер — деревня в Игринском районе в Удмуртской Республике Российской Федерации.

## География
Располагается между реками Чумойка и Шорнинка в 28 км юго-восточнее Игры.

## История
Жители Мужбера — русские, бывшие государственные крестьяне, православные, которые переселились в 1881 году из деревни Кленовской Леденцовской волости Глазовского уезда. Ранее здесь проживали удмурты.
В 1894—1917 годах деревня входила в Сарапульский уезд.
До упразднения 18 апреля 2021 года административный центр муниципального образования Мужберское сельское поселение Игринского муниципального района, упразднённые в связи с преобразованием района в муниципальный округ.

## Население
| 2010 | 2012 |
| ---- | ---- |
| 175  | ↘163 |

## Инфраструктура
Личное подсобное хозяйство с зоной сельскохозяйственного использования, индивидуальная застройка усадебного типа.

## Достопримечательности
В деревне находится обелиск участникам Великой Отечественной войны.

## Транспорт
Автобусное сообщение с райцентром. Остановка общественного транспорта «Мужбер».